# Харалампий Радичев
Харалампий (Ламби) Стефанов Радичев е български революционер, деец на Вътрешната македоно-одринска революционна организация.

## Биография
Роден е в 1878 година в семейството на видния охридски банкер Стефан Радичев. Завършва българската прогимназия в Охрид и българската гимназия в Солун. Още в 1902 година влиза във ВМОРО. Участва в Илинденско-Преображенското въстание и в сражението на Рашанец. Точно преди въстанието задига от касата на баща си много пари и всички дългови записки и ги раздава на длъжниците селяни, за да може тези пари да се употребят за оръжие. След въстанието в края на 1903 година се установява в Битоля, където продължава да се занимава с революционна дейност. На 27 декември 1904 година е обграден от властите в една еврейска къща, започва сражение и след привършването на патроните се самоубива.
Устроено му е величествено погребение в църквата „Света Неделя“. След Младотурската революция в 1909 година костите му са пренесени в църквата „Света Богородица Каменско“ в родния му Охрид. По-късно при пожар в притвора на църквата, сръбските власти не позволяват костите да бъдат изнесени и те изгарят.